# Herman Shumlin
Herman Shumlin (n. 6 de diciembre de 1898 en Atwood, Colorado - m. el 4 de junio de 1979 en Nueva York) fue un director teatral que desarrolló su actividad en Broadway, así como un realizador y productor de cine estadounidense.

## Trayectoria

### Teatro
La familia de Herman Shumlin era de origen centroeuropeo. Había nacido en Atwood, e iniciado su vida profesional como reportero. Pero logró ser un prolífico director y productor teatral en Nueva York. De hecho, en 1927 empezó a trabajar en Broadway, con la pieza Celebrity, y continuó con esa tarea hasta 1974, en As You Like It de Shakespeare (montaje que destacó porque el reparto era solo masculino). 
Su carrera teatral en Broadway se mantuvo a lo largo de 47 años, como director, productor o ambas cosas. 
Se suelen citar entre sus trabajos dramáticos tres versiones de The Corn Is Green (1940, 1943 y 1950); o las puestas en escena de The Little Foxes (1939) y Watch on the Rhine (1941)
Destacó su tarea como dramaturgo en Inherit the Wind (1955), que llegó a las 806 representaciones, y fue llevada al cine en 1960 (con Spencer Tracy, Fredric March y Gene Kelly). Volvió a rodarse en 1965 (y, tras su muerte, en 1988 y 1999). Destacó además en All the King's Men (1971-1972), Spofford (1967) y The Deputy (1964).
Shumlin se ocupó de 45 producciones en conjunto.

### Cine
Además, Shumlin dirigió dos películas notables:
La primera fue Watch on the Rhine (1943; Alarma en el Rin), a partir de una obra que primero había dirigido y producido en Broadway, en 1941. Es una obra de teatro antinazi de Lillian Hellman, adaptada por Dashiell Hammett: trata de una familia anglo-alemana que regresa a USA en años aciagos, pero el padre, militante alemán, se ve obligado a retornar a Europa para una misión con muerte segura. Shumlin la preparó para la pantalla, con Bette Davis, Paul Lukas y Geraldine Fitzgerald.
Poco después, rodó Confidential Agent (1945, basada en la novela homónima de 1939 de Graham Greene), con el mismo título (El agente confidencial (The Confidential Agent); que contaba una historia de espionaje cosmopolita protagonizada por Charles Boyer, Lauren Bacall y Peter Lorre. El trasfondo político de ambas es la guerra civil española y su internacionalización en EE. UU. e Inglaterra, respectivamente.

## Balance
Su tarea teatral destaca especialmente, pese a ser Shumlin firmante de dos buenas películas.
Hoy ha empezado a manejarse la documentación suya, depositada en la Biblioteca Pública de NY. Su correspondencia incluye cartas sobre proyectos profesionales y notas con personas de renombre, como Russell Baker, Agnes de Mille, Peter de Vries, Christopher Fry, Peter Sellers, Neil Simon y Orson Welles. 
También incluye una orden de comparecencia de Shumlin en la sede del Comité de Actividades Antiamericanas (Un-American Activities Committees), para el 24 de enero de 1957, unos años después de las comparecencias de Lillian Hellman, y de Dashiell Hammett, que fulminaron su carrera.

## Filmografía
- Alarma en el Rin (Watch on the Rhine, 1943)
- Agente confidencial (Confidential Agent, 1945)